# Ácido ciánico
El ácido ciánico es un compuesto químico de fórmula molecular HOCN. Se presenta como un líquido incoloro, tóxico, volátil y muy inestable. En solución acuosa tiende a descomponerse con formación de dióxido de carbono y amoníaco. Forma sales en contacto con cationes, denominadas cianatos.

## Aplicaciones
Los cianatos inorgánicos se utilizan como productos auxiliares durante el tratamiento térmico de metales, en especial en el acero, y también como material de partida para la producción de productos farmacéuticos y herbicidas derivados de urea.
- Datos: Q391679
- Multimedia: Cyanic acid / Q391679